# Jack Gabel
Jack T. Gabel (* 1949) ist ein US-amerikanischer Komponist.

## Leben und Wirken
Gabel studierte Komposition bei Tomas Svoboda und Derek Healey und ist als Lyriker Schüler von Ralph Salisbury. Die University of Akron zeichnete ihn mit dem NEOTUBA-UATE Prize zur Komposition eines Werkes für Euphonium und Streicher aus. Er erhielt den Preis der Oregon State Poetry Association und war zweimal Composer in Residence beim Ernest Bloch Festival in Newport/Oregon.
In seinen Kompositionen kombiniert Gabel in unterschiedlicher Weise Instrumentalmusik, Gesang und elektroakustische Klänge sowie in Zusammenarbeit mit anderen Künstlern multimediale Elemente. Auf Reisen durch Afrika und Asien und bei Aufenthalten in Alaska nahm er Einflüsse traditioneller Musik, insbesondere auch der Ureinwohner Nordamerikas auf. Seine Kompositionen wurden u. a. beim Open-air-Festival für elektroakustische Musik der Universität von Brasilien und beim Berliner Festival für zeitgenössische Musik aufgeführt; viele Werke wurden auf CD eingespielt.

## Diskographie
- Turtle Island Dreams ~ Turtle Island Dances
- Shakuhachi Banquet
- Passion
- Dog Star
- Jack Gabel - Spring Quartet and selected works for strings performed by fEARnoMUSIC
- Auto-Mobile, 1999
- Whale Hunt Dream, 2000
- Etude de la Saison, 2000

## Weblink
- Homepage von Jack Gabel